# Erwin von Steinbach

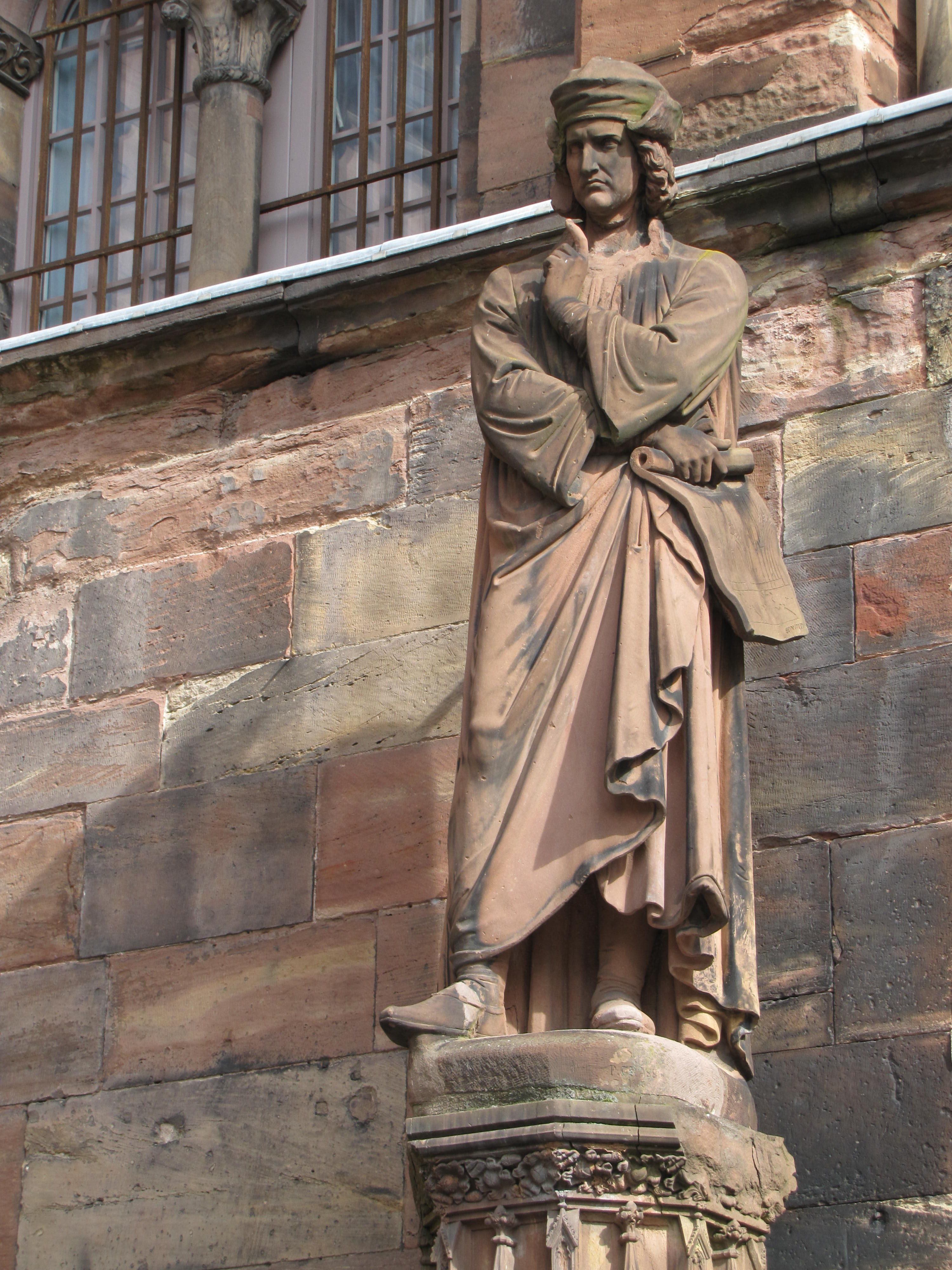
Erwin von Steinbach, Skulptur am Südportal des Straßburger Münsters

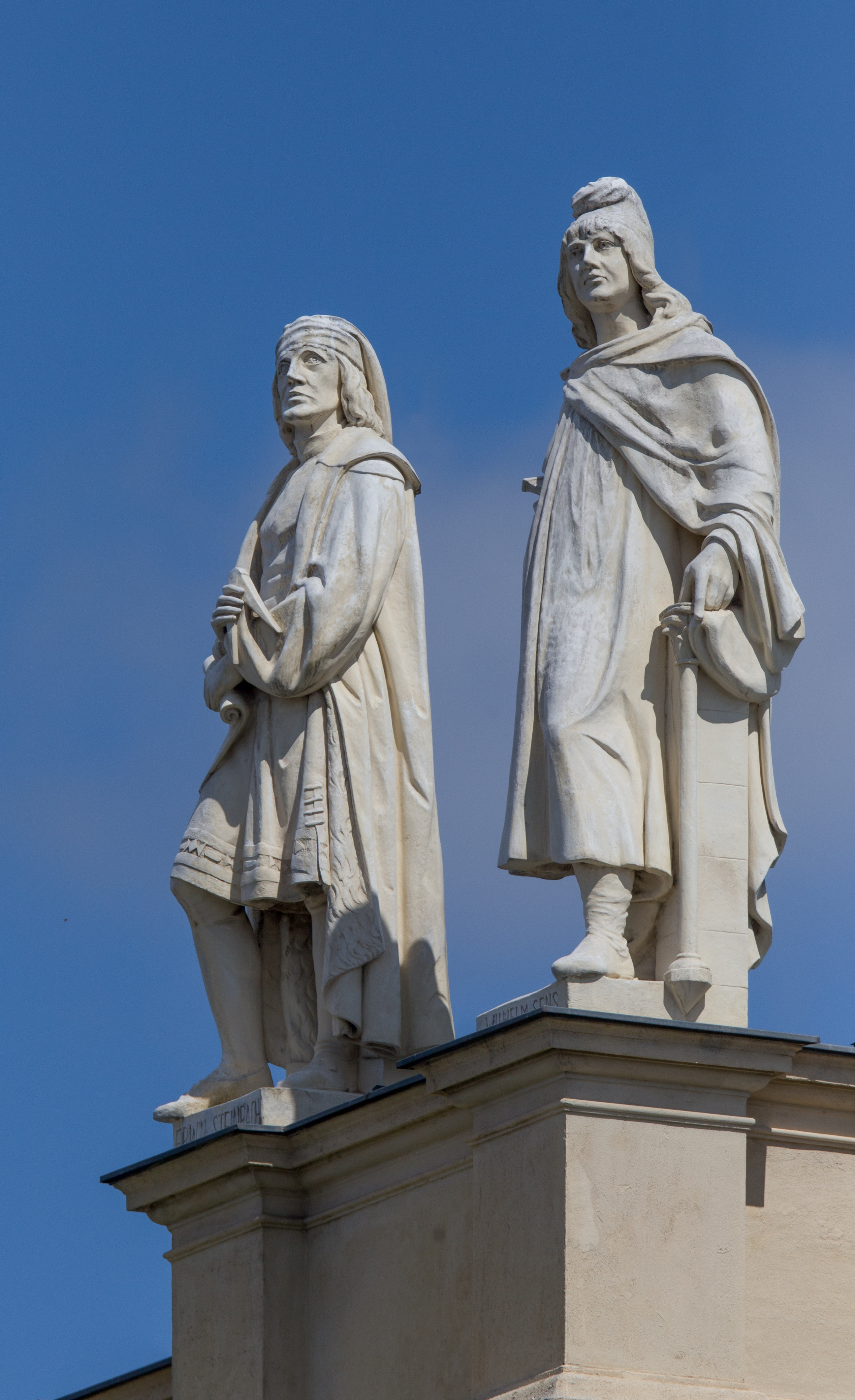
Erwin von Steinbach (links) und Wilhelm Sens, Dachfiguren am Kunsthistorischen Museum, Wien

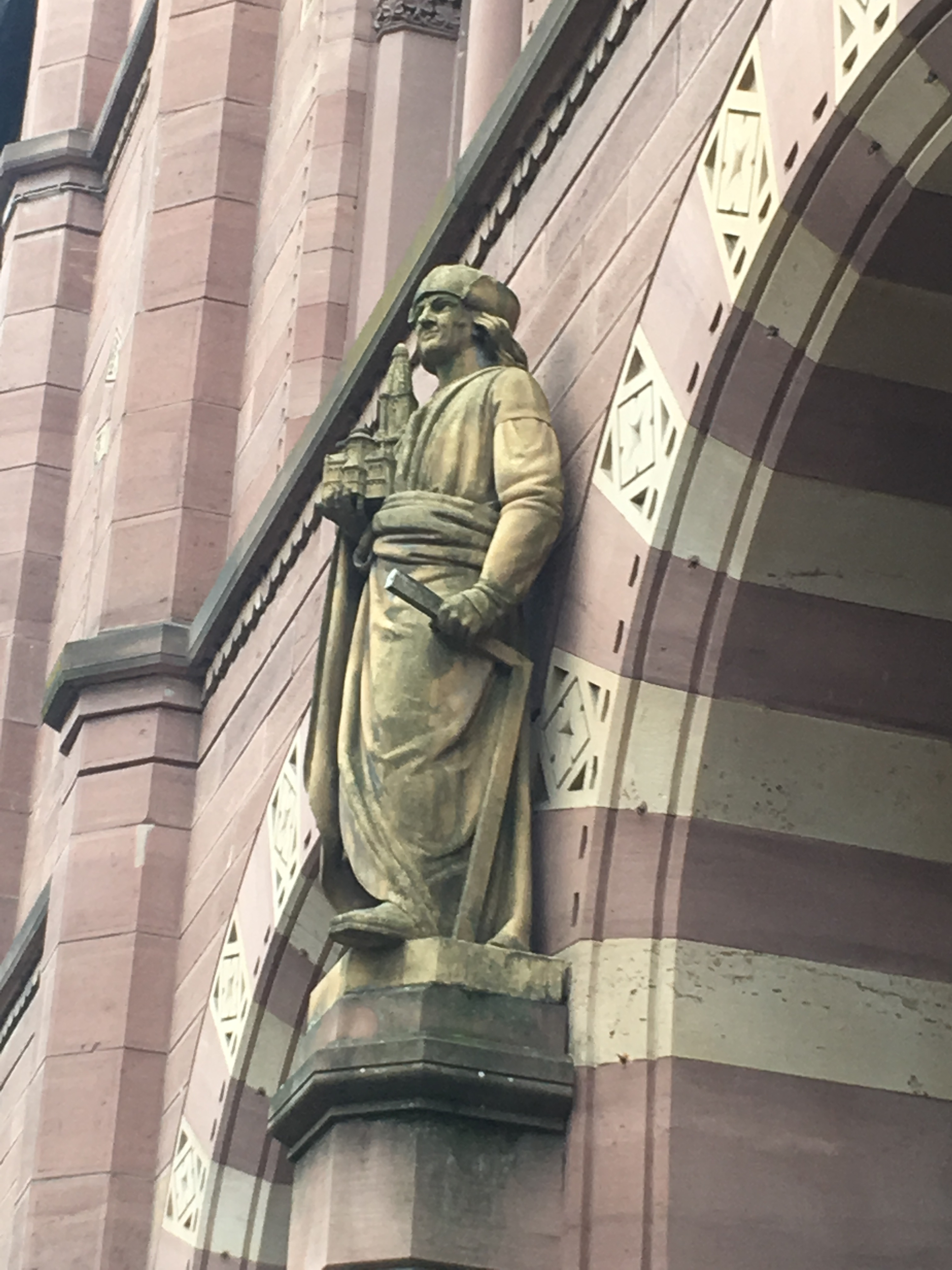
Statue von Erwin von Steinbach am alten Hauptportal der Universität Karlsruhe (heute KIT).

Erwin von Steinbach (* um 1244 in Steinbach (Baden-Baden); † 17. Januar 1318 in Straßburg) war ein Steinmetz und deutscher Baumeister. Von 1277 bis zu seinem Tod war er als Straßburger Münsterbaumeister tätig.

## Leben
Über Erwins Leben und seine Herkunft ist wenig bekannt. Er wurde vermutlich um 1244 geboren. Der Anspruch des heutigen Baden-Badener Stadtteils Steinbach, Herkunftsort Erwins zu sein, ist, wenngleich nicht erwiesen, durch ältere Tradition belegt (« originaire de la petite ville de Steinbach dans le Margraviat de Bade » (deutsch: „aus der Kleinstadt Steinbach in der Markgrafschaft Baden“)). Als einzige Quelle nannte die bis zum 18. Jahrhundert am Hauptportal der Westfassade des Straßburger Münsters vorhandene Inschrift (in Übersetzung: Im Jahre 1277 am Tag des heiligen Urban [25. Mai] begann dieses bewundernswürdige Werk Meister Erwin von Steinbach) seinen Herkunftsort. Seine Ausbildung hatte Erwin wohl an der Bauhütte von Notre Dame de Paris erfahren, wo das Werk des Jean de Chelles in einer sprachlich ganz ähnlichen Inschrift am Querhausportal gewürdigt wurde.
Urkundlich ist Meister Erwin erstmals 1284 fassbar, und zwar anlässlich eines Hauskaufs durch die Münsterbauhütte zum Zeitpunkt des Übergangs der Bauaufsicht des Münsters an die Stadt Straßburg.
Erwins Todesdatum, das seiner Frau Husa und seines Sohnes Johannes sind durch ein erhaltenes Epitaph an der Nordseite des Münsters im so genannten Leichenhöfel überliefert. Der Text lautet in Übersetzung:

„Im Jahre des Herrn 1316, den 21. Juli, starb Frau Husa, Ehefrau des Meisters Erwin. Im Jahre des Herrn 1318, den 17. Januar, starb Meister Erwin, Gubernator der Straßburger Münsterfabrik. Im Jahre des Herrn 1339, den 18. März, starb Magister Johannes, Sohn Erwins, des Werkmeisters dieser Kirche.“

Nach Erwins Tod setzte sein Sohn Johannes († 18. März 1339) als Straßburger Münsterbaumeister das Werk seines Vaters fort. Ein zweiter Sohn Gerlach leitete den Bau der Stiftskirche Niederhaslach, wo er im Jahre 1330 tödlich verunglückte. Als weiterer Sohn (oder Enkel?) Erwins ist ein 1342 verstorbener Johannes genannt Winlin nachweisbar. Vermutlich eine Enkelin Meister Erwins war Lise von Steinbach, eine Geliebte des Grafen Johann II. von Lichtenberg, die 1352 in der sogenannten Steinbach-Affäre ermordet wurde. Mythisch hingegen und nur auf einem Übersetzungsfehler basierend ist eine Bildhauerin Sabina von Steinbach, die angeblich eine heute zerstörte Statue signierte.

## Werk

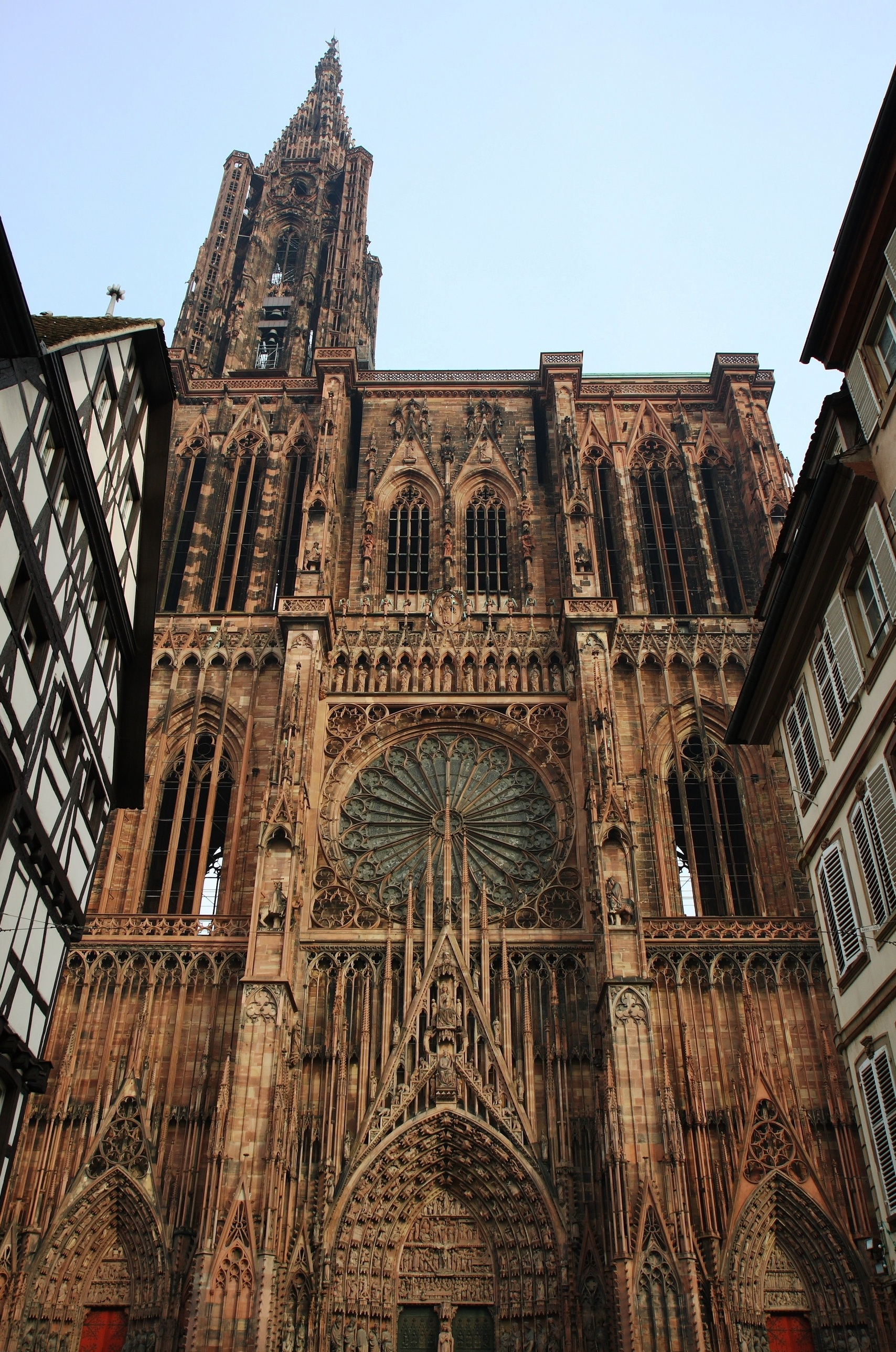
Straßburger Münster, Westfassade

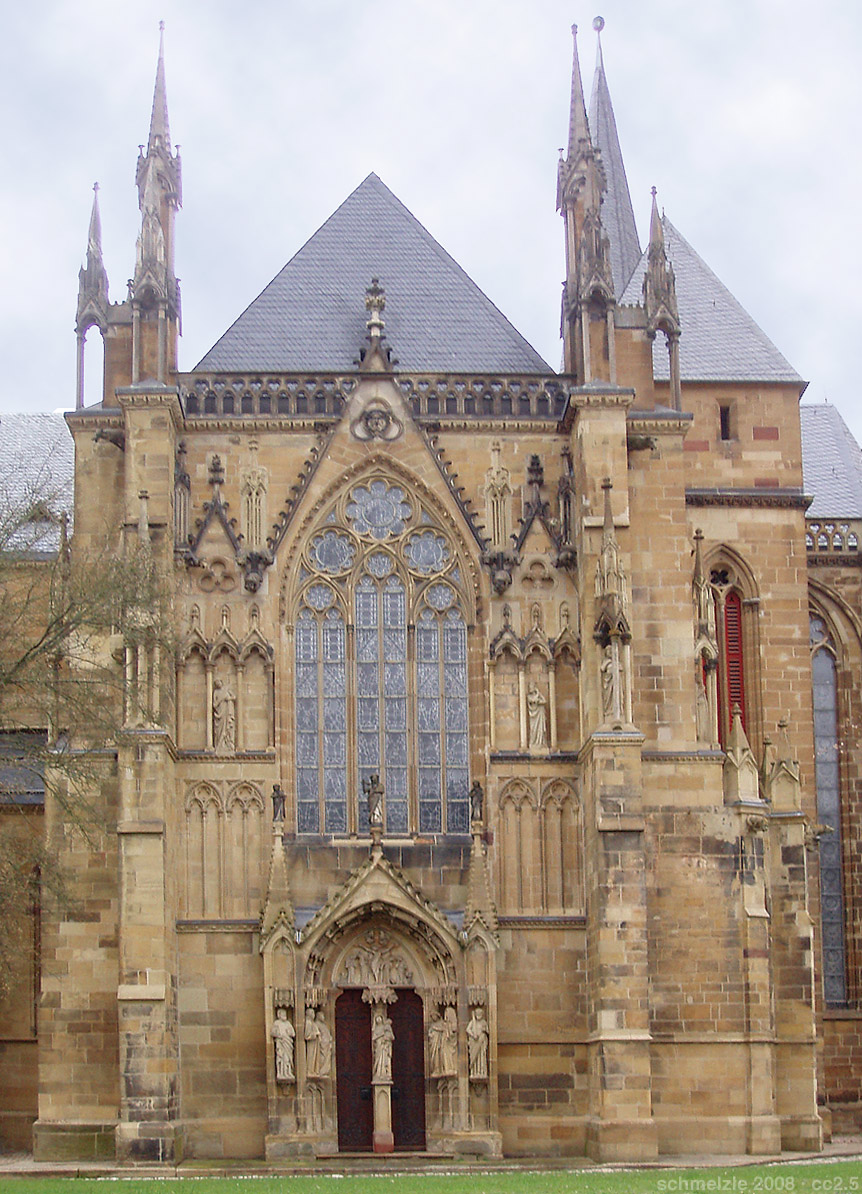
Stiftskirche Wimpfen, Südfassade

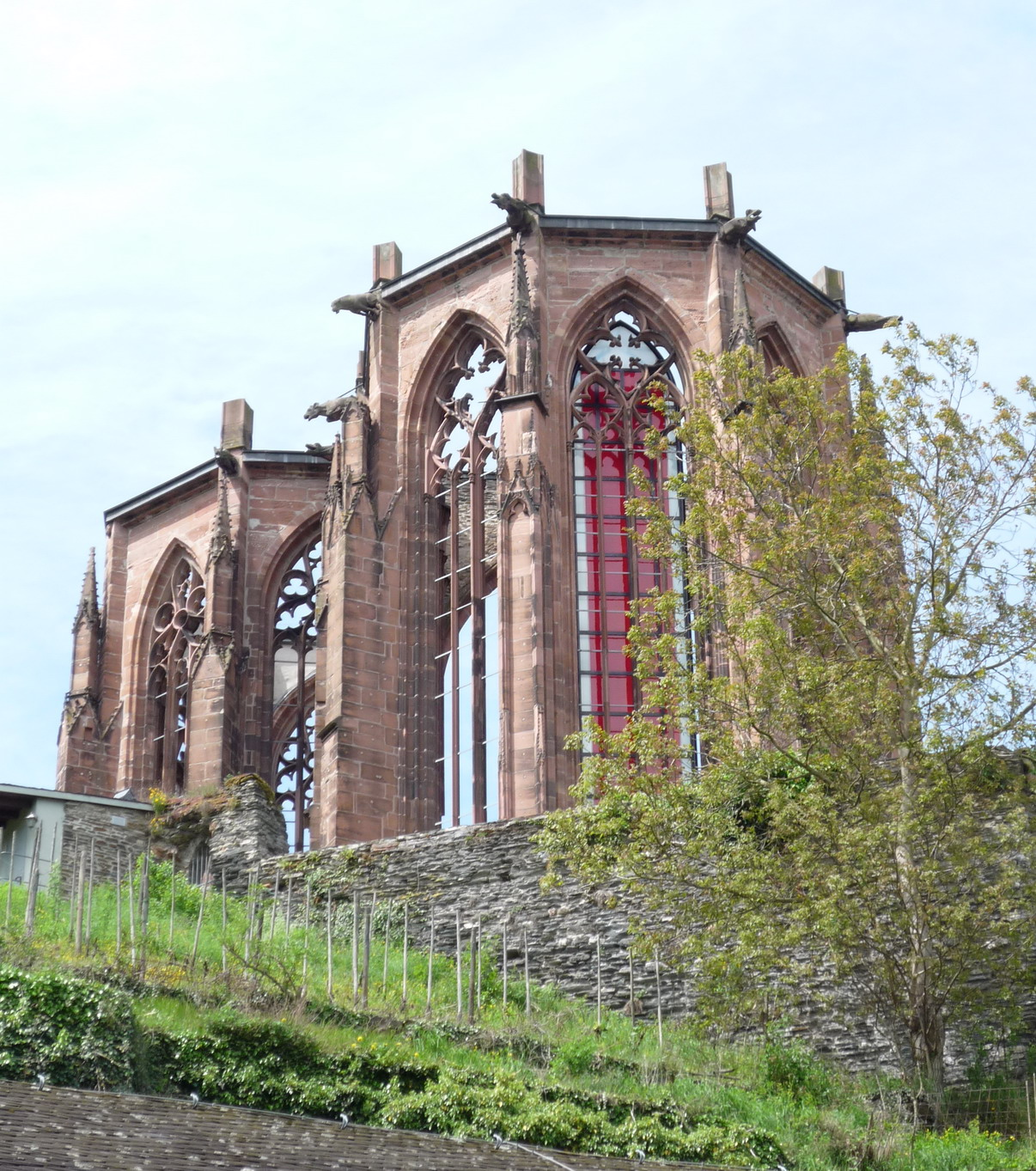
Wernerkapelle Bacharach

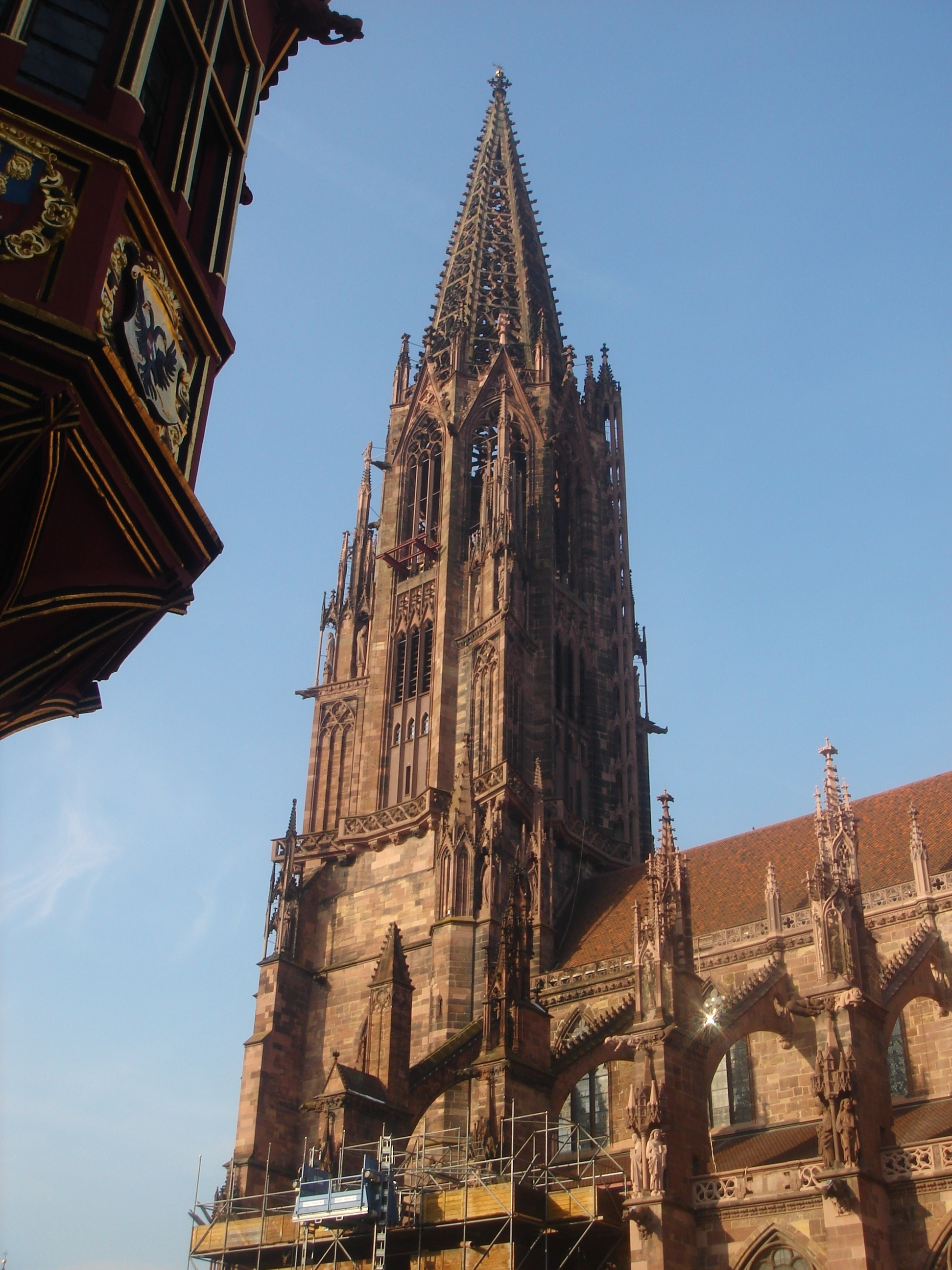
Freiburger Münsterturm

Nach der nicht mehr vorhandenen Inschrift über dem Mittelportal der Westfassade des Straßburger Münsters begann „Meister Erwin von Steinbach“ am 25. Mai 1277 mit diesem „glorreichen Werk“. Der von ihm geschaffene Fassadenriss B ist deutlich von den Querhausfassaden der Kathedrale Notre-Dame in Paris beeinflusst.  Aus bautechnischen Gründen wurde der Riss B in Straßburg nur teilweise verwirklicht. Erwin realisierte noch das Rosengeschoss nach eigenem Konzept, seine Nachfolger änderten die Pläne wiederum. Aber selbst der ab 1399 von Ulrich von Ensingen aufgesetzte Nordturm, dessen geplantes südliches Pendant nicht mehr zur Ausführung kam, folgt in seinen Grundzügen dem Fassadenentwurf Erwins, dessen geplanten Aufbau mit vier Treppentürmen er ins Monumentale übersetzte. Das Ergebnis zählt mit seinem freistehenden Maßwerkgitter zu den bedeutendsten Leistungen der Hochgotik.
Nach einer erhaltenen Inschrift baute Erwin noch 1316 die später abgebrochene Marienkapelle im Innern des Münsters, desgleichen wird ihm das Grabmal des Bischofs Konrad III. von Lichtenberg in der Johanneskapelle des Münsters zugeschrieben.
Abgesehen vom Straßburger Münster war Erwin auch an anderen Kirchenbauten der Zeit tätig. Nach älterer Auffassung wurde ihm der Ostbau der 1269 „von einem gerade aus Paris gekommenen Baumeister nach französischem Muster“ begonnenen Stiftskirche zu Wimpfen im Tal zugeschrieben. Eine in Straßburg erhaltene Grundrisszeichnung der 1289 begonnenen Wernerkapelle von Bacharach verweist – wie auch die verwendeten architektonischen Details – auf die Münsterbauhütte in Straßburg als Entstehungsort der Planung und damit auf Erwin von Steinbach als ihren Planverfasser.
Einer späteren Chronik zufolge stammte die Erstplanung für das Münster zu Thann von Erwin, indem der grundgelehrte und fürnemme Baumeister Erwinus oder Erwein von Steinbach, welcher den Straßburger und Freyburger Kirchenbau geführet, den Riß gemacht zu S. Theobaldi Münster. Allerdings gedieh der 1275 begonnene Bau nicht über seine Anfänge hinaus, seine Reste wurden 1332 beim Neubau der Kirche wieder beseitigt. Der für Thann vorgesehene Erwinsche Entwurf einer Zentralbaukirche ist lediglich in einer Planzeichnung überliefert. Für das Breisacher Stephansmünster konnte eine dreiteilige Chorplanung Erwins nachgewiesen werden, die aber nur in reduzierter Form zur Ausführung kam.
Durch umfassende Vergleiche aller überlieferten gotischen Baurisse konnte inzwischen die bereits im 19. Jahrhundert vertretene und durch die ältere Thanner Chronik belegte Beteiligung Erwins von Steinbach auch am Freiburger Münsterturm wahrscheinlich gemacht werden.

## Nachleben
Der in der (verlorenen) Bauinschrift von 1277 überlieferte Name Erwins von Steinbach war in der Straßburg-Literatur immer bekannt. Johann Wolfgang von Goethe widmete ihm seinen Aufsatz Von deutscher Baukunst, in dem er ihn als einen heiligengleichen Genius beschrieb. In gleicher Weise stellte ihn auch Jacob Burckhardt in seinen (1904 postum veröffentlichten) Vorlesungen auf gleiche Stufe mit Michelangelo. Kritik an diesem Erwin-Bild wurde von dem Straßburger Professor für Christliche Kunstgeschichte Franz Xaver Kraus geübt, indem „kein Architekt des 13. Jahrhunderts sich an der Façade eines Doms eine solche Ruhmrederei hätte gestatten dürfen“. In der Folgezeit wurde die Person Erwins zunehmend skeptisch beurteilt und namentlich seitens der französischen Forschung in den Bereich des Mythos verwiesen. Demgegenüber hielt die deutsche Forschung – wenngleich oft mit Einschränkungen – an der Historizität der Person Erwins von Steinbach fest (siehe Literaturverzeichnis). Erst in jüngster Zeit ist eine von nationalen Ressentiments freie Betrachtung möglich geworden.

## Bedeutung
Als Straßburger Münsterbaumeister war Erwin entscheidend für die Rezeption der Architektur der französischen Hochgotik des Style Rayonnant, dessen aus komplizierten Maßwerkformen bestehenden Gestaltungsmodus er verfeinerte und weiterentwickelte. Paradigmatisch ist die „Harfensaitenbespannung“ der Straßburger Münsterfassade wie auch die auf seinen Entwurf zurückgehende vollständige Auflösung des Turmhelms des Freiburger Münsterturms in Maßwerkformen. Das Straßburger Rosenfenster und der Freiburger Maßwerkhelm übten einen wesentlichen Einfluss auf die gotische Architektur im 14. Jahrhundert aus, und auch die Kölner Domfassade verdankt ihre wesentlichen Gestaltungselemente der Kunst Erwins. Mit dem (erst sehr viel später vollendeten) Zentralbau der Wernerkapelle von Bacharach beschritt Erwin in raumgestalterischer Hinsicht Neuland.

## Ehrungen
Am 28. September 1843 wandte sich der Straßburger Bildhauer Andreas Friedrich an den Bürgermeister der Stadt Steinbach und bat um die Erlaubnis, ein Denkmal für Meister Erwin zu errichten. Er kam nach Steinbach und kaufte ein Grundstück für das Standbild, das er selbst herstellte. Am 29. August 1844 wurde das Denkmal enthüllt. Es trägt die Inschrift „Dem Erbauer des Straßburger Münsters Erwin geboren zu Steinbach gestorben zu Straßburg MCCCXVIII“.
Erwähnenswert ist in diesem Zusammenhang, dass sich später herausstellte, dass das Denkmal von der Loge der Freimaurer gestiftet worden war. Diese betrachten Meister Erwin als den Gründer der Laienverbrüderung der Bauhütte des Straßburger Münsters, die nur dem König oder Kaiser unterstand. In dieser Laienverbrüderung sehen sie eine der Wurzeln ihrer Loge.
Eine Büste Erwin von Steinbachs von Landolin Ohmacht wurde 1811 in der Walhalla aufgestellt.
In die Fassade der Dresdner Akademie der Künste ist eine Steintafel mit seinem Namen neben denen neun weiterer großer Künstler eingelassen.
Der Eingang des Hauptgebäudes der Universität Karlsruhe (Kaiserstraße 12) trägt zwei Portalfiguren, die 1864 von Alois Raufer geschaffen wurden. Eine zeigt Erwin von Steinbach, die andere Johannes Kepler.

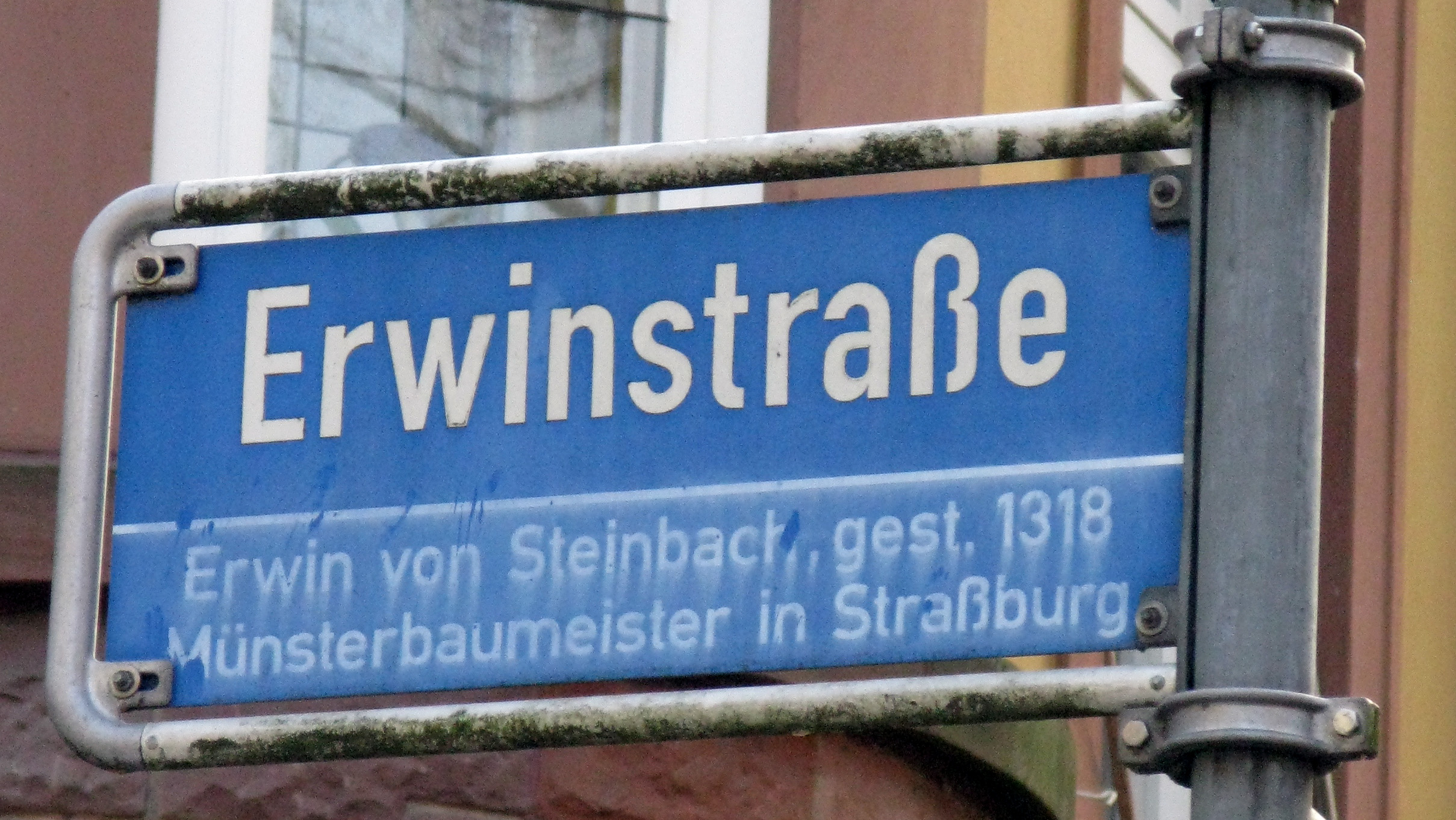
Straßenschild in Freiburg

Mehrere Straßen in Süddeutschland sind nach Erwin von Steinbach benannt: Die Erwinstraße im Freiburger Stadtteil Wiehre. In Steinbach (Baden-Baden) und in Bühl gibt es jeweils eine Meister-Erwin-Straße. In München existiert der Erwin-von-Steinbach-Weg.
In Berlin zeigt eine Tür der ehemaligen Bauakademie Karl Friedrich Schinkels, die zu DDR-Zeiten als Eingang zur Schinkel-Klause, einer heute geschlossenen Gaststätte, diente, Erwin von Steinbach im Profil.
An der Reichsuniversität Straßburg bestand während des Zweiten Weltkrieges eine Kameradschaft Erwin von Steinbach des NS-Studentenbundes mit einer Altherrenschaft der Landsmannschaft Wartburgia Straßburg.

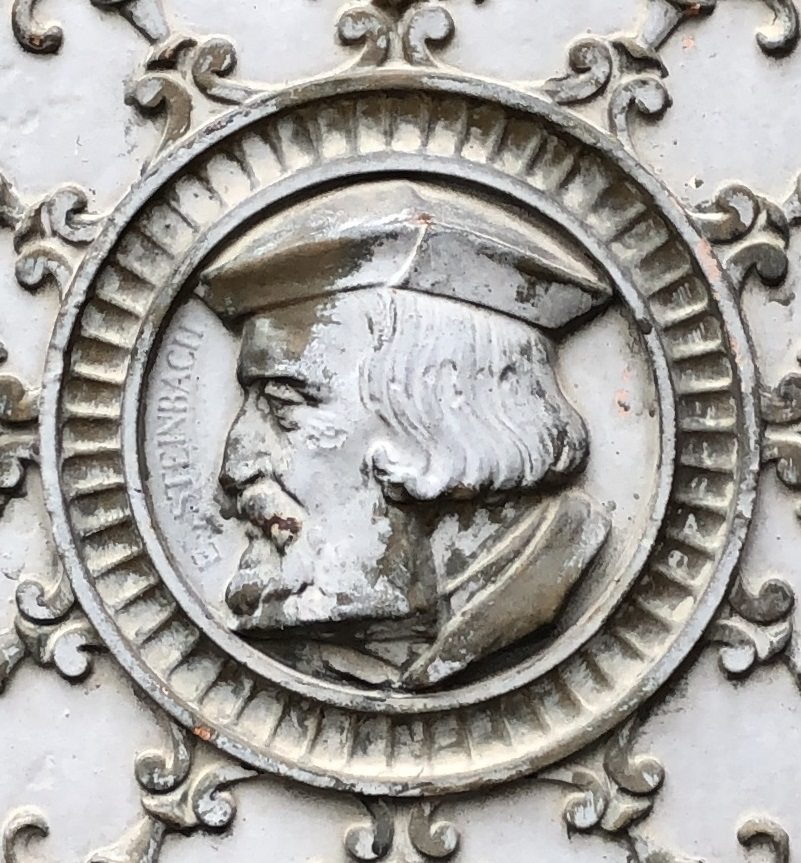
E. v. Steinbach in einem Türmedaillon

## Trivia
Im Jahr 1835 erhielt das Straßburger Münster einen Blitzableiter. Bei der Verlegung der Ableitung wurde das Grab seines Erbauers Erwin von Steinbach, in dem sich auch die Überreste seiner Frau und eines Sohnes befanden, trotz eindeutiger Epitaph-Inschrift im Leichenhöfel an einer Münstermauer, angegraben und die zutage geförderten Knochen einer zeitgenössischen Zeitungsmeldung nach auf einen Spazierweg geworfen, wo sich achtsamere Menschen um sie kümmerten und den Frevel für ein würdiges Wiederbegräbnis bei den Behörden anzeigten.